# Pablo Diogo Lopes de Lima
Pablo Diogo Lopes de Lima (* 18. Dezember 1992 in Campinas) ist ein brasilianischer Fußballspieler. Der Rechtsfuß wird im Angriff eingesetzt.

## Karriere
Pablo startete seine Laufbahn in der Jugendmannschaft von Guarani FC. Hier schaffte er auch den Sprung in die Profimannschaft. Seinen ersten Einsatz hatte der Spieler in der Série A am 20. November 2010. Hier wurde er in der 74. Minute gegen den CR Flamengo eingewechselt. Sein erstes Profitor erzielte er am 14. September in der Série B, nunmehr für den Oeste FC spielend, im Spiel gegen den Paraná Clube. Den ersten Einsatz auf internationaler Klubebene hatte Pablo mit Atlético Mineiro bei der Copa Libertadores 2016 am 15. April gegen den FBC Melgar.
Im Juni 2016 wurde Pablo nach Japan an den Vegalta Sendai für ein Jahr ausgeliehen. Seinen ersten Einsatz in der J1 League bestritt er am 30. Juli 2016. Im Spiel gegen Avispa Fukuoka wurde er in der 75. Minute für Ramon Lopes eingewechselt. Nach seiner Rückkehr trat Pablo noch in drei Ligaspielen für Atlético an, um dann im September 2017 für den Rest der Saison an den Clube de Regatas Brasil ausgeliehen zu werden. Nachdem Pablo in die Saison 2018 zunächst noch in der Staatsmeisterschaft von Minas Gerais gestartet war, wurde er im Februar 2018 an den Coritiba FC bis Jahresende ausgeliehen.
Anfang Januar 2019 wechselte Pablo auf die Azoren zum CD Santa Clara. Mit dem Klub sollte er in der portugiesischen Primeira Liga antreten. Sein erstes Pflichtspiel für Santa Clara bestritt Pablo am 20. Spieltag Saison 2019/19. Am 3. Februar 2019 traf sein Klub zuhause auf den Portimonense SC. In dem Spiel wurde er in der 42. Minute eingewechselt. Im Januar 2020 wurde Pablo in seine Heimat an den Guarani FC ausgeliehen. Nach Austragung der Staatsmeisterschaft wechselte er fest zu dem Klub.
Im Dezember 2021 gab Chapecoense bekannt, Pablo für 2022 verpflichtet zu haben. Der Kontrakt wurde im August des Jahres vorzeitig beendet und Pablo wechselte zum Ligakonkurrenten Operário Ferroviário EC. Für die Staatsmeisterschaft von São Paulo 2023 erfolgte dann ein Wechsel zum EC Santo André. Nach Abschluss der Spiele um die Staatsmeisterschaft, verließ Pablo den Klub und schloss sich dem EC Vitória an. Am Saisonende konnte er mit dem Klub die Meisterschaft in der Série B 2023 und somit Aufstieg in die Série A 2024 feiern. Pabo saß dabei in zehn Spielen auf der Reservebank und wurde sechs Mal eingewechselt (kein Tor). Der Spieler sollte den Aufstieg allerdings nicht mitmachen. Er verließ den Klub und tingelt seitdem durch unterklassige Klubs.

## Erfolge
Vitória
- Série B: 2023